# Steven K. Baum

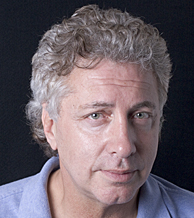
Steven K Baum (2005)

Steven K. Baum (geboren 4. Dezember 1953) ist ein US-amerikanischer Psychologe und Antisemitismusforscher.

## Leben
Steven K. Baum hat eine Ausbildung als Psychologe und spezialisierte sich mit der Promotion auf die Gerontologie. Er praktiziert in Albuquerque. 
Baum publiziert seit 2008 zu den gesellschaftlichen Ursachen von Genozid und Antisemitismus und gründete mit Neal E. Rosenberg 2009 das Journal for the Study of Antisemitism, das er seither herausgibt.

## Schriften (Auswahl)
- Age identification in the elderly. Ann Arbor, Mich. : University, 1981. Siehe  The international journal of aging & human development : a journal of psychological gerontology. 1984, 18; Heft 1; S. 25–30 ISSN 0091-4150
- Growing up at any age : how to know when true adulthood arrives. Deerfield Beach, Fla. : Health Communications, 1994
- When fairy tales kill : the origin and transmission of antisemitic beliefs. New York : iUniverse, 2008
- The Psychology of Genocide : Perpetrators, Bystanders, and Rescuers. Cambridge : Cambridge University Press, 2008, ISBN 9780521713924
- Antisemitism Explained. Lanham : University Press of America, 2012, ISBN 978-0-7618-5578-1
- mit Neil J. Kressel; Florette Cohen-Abady; Steven L. Jacobs (Hrsg.): Antisemitism in North America : New World, Old Hate. Leiden : Brill, 2016 ISBN 9789004307131